# Stari Majdan
Stari Majdan (en cyrillique : Стари Мајдан) est un village de Bosnie-Herzégovine. Il est situé dans la municipalité de Sanski Most, dans le canton d'Una-Sana et dans la fédération de Bosnie-et-Herzégovine. Selon les premiers résultats du recensement bosnien de 2013, il compte 1 163 habitants.

## Histoire
Le « pont romain » de Stari Majdan remonte à l'Antiquité ou au Moyen Âge ; il franchit la rivière Gračanica et est inscrit sur la liste des monuments nationaux de Bosnie-Herzégovine.

## Démographie

### Évolution historique de la population dans la localité
| 1948 | 1953 | 1961  | 1971  | 1981  | 1991  | 2013  |
| ---- | ---- | ----- | ----- | ----- | ----- | ----- |
| -    | -    | 1 445 | 1 560 | 1 340 | 1 212 | 1 163 |

|  |